# 哨兵6号
哨兵6号卫星（Copernicus Sentinel-6）是欧洲空间局研發的一個監測卫星，用於监测全球海洋，此外衛星還配備收集大气数据的仪器，用於改进天气预报和飓风追踪。它由欧洲联盟委员会提供资金支持，法國國家太空研究中心提供技术支持。該衛星是由欧洲联盟委员会、欧洲气象卫星开发组织、美国国家航空航天局和美国国家海洋和大气管理局領導下的哥白尼计划的一部分。